# سولارنیا (استان اوپوله)
سولارنیا (به لهستانی: Solarnia) یک منطقهٔ مسکونی در لهستان است که در گمینا بیراوا واقع شده‌است. سولارنیا ۵۳۲ نفر جمعیت دارد.